# DocuSign
DocuSign ist ein US-amerikanisches Unternehmen mit Hauptsitz in San Francisco, Kalifornien. Das Unternehmen bietet Firmen die Möglichkeit, Verträge digital bereitzustellen, diese per elektronischer Signatur gegenzeichnen zu lassen und die Vereinbarungen zu archivieren. Mit 820.000 Kunden ist DocuSign mittlerweile in mehr als 180 Ländern aktiv.

## Geschichte
DocuSign wurde 2003 von Court Lorenzini, Tom Gonser und Eric Ranft in Seattle, Washington gegründet. 2010 verlegte das Unternehmen den Firmensitz nach San Francisco. 2016 zog das Unternehmen innerhalb der Stadt in sechs Stockwerke eines neuen Bürogebäudes mit Platz für 560 Arbeitsplätze. 2016 belegte DocuSign Platz 3 auf der Forbes Cloud 100-Rangliste.
Ranft schied bereits 2005 aus dem Unternehmen aus. Lorenzini verließ DocuSign 2008 um ein Start-up-Unternehmen für die Biodiesel-Produktion zu unterstützen.
Mit der Börsennotierung schied das letzte Gründungsmitglied Tom Gonser 2018 aus dem Unternehmen aus.
Im September 2018 übernahm DocuSign den Cloud Computing Anbieter SpringCM für 220 Mio. USD um ein komplettes Vertragsmanagement mit automatisierten Abläufen anbieten zu können. DocuSign wird an der NASDAQ unter dem Kürzel DOCU gehandelt.
DocuSign unterhält weltweit achtzehn Standorte wie Kairo, Tokyo, Dublin oder Frankfurt am Main und arbeitet mit Kunden wie Lufthansa, Microsoft, SAP, Deutsche Telekom, LinkedIn, Yamaha und Liebherr.

## Wettbewerber
Andere Anbieter, die ähnliche Lösungen anbieten sind Adobe mit Adobe Sign, Dropbox mit Dropbox Sign (ehemals Hello Sign), SignNow.